# Scytodes magna
Scytodes magna är en spindelart som beskrevs av William Syer Bristowe 1952. Scytodes magna ingår i släktet Scytodes och familjen spottspindlar. Inga underarter finns listade i Catalogue of Life.